# Котяча акула мексиканська
Котяча акула мексиканська (Scyliorhinus retifer) — акула з роду Котяча акула родини Котячі акули. Інші назви «котяча акула-ланцюг», «сітчаста риба-собка», «кольчужна котяча акула».

## Опис
Загальна довжина досягає 50—52 см. Голова клиноподібна. Морда тупа, округла. очі вузькі, овальні, горизонтальної форми, з мигальною перетинкою. За ними розташовані маленькі бризкальця. Носові клапани короткі. Губна борозна лише на нижній губі. Рот помірно широкий. Зуби дрібні, з верхівками, з яких центральна є довга, підковоподібна, бокові — дуже маленькі. У неї 5 пар зябрових щілин. Тулуб стрункий. Луска пласка і вузька, з 3—5 поздовжніми хребцями. Шкіра є гладенькою на дотик. Грудні плавці великі, широкі, з округлими кінчиками. Має 2 спинних плавця, з яких передній удвічі більший за задній. Передній спинний плавець розташовано безпосередньо навпроти закінчення черевних плавців. Задній — позаду анального плавця. Черевні плавці широкі. Анальний плавець низький. Хвостовий плавець вузький, гетероцеркальний.
Забарвлення спини червонувато-коричневе. Черево жовтуватого кольору. По всьому тілу проходить чудернацький візерунок з вузьких темно-коричневих ліній, що утворюють своєрідну сітку або ланцюг на спині та боках. Звідси походять інші назви цієї акули. Очі жовто-зеленого кольору.

## Спосіб життя
Тримається на глибинах від 60 до 750 м, зазвичай до 360 м. Особи з північної частини ареали зустрічаються на меншій глибині, ніж акули з південної частини ареалу (від 300 до 750). Значних міграцій не здійснює. Здатна світитися у темряві, чим підманює здобич або шукає статевого партнера. Вдень ховається серед водоростей та каміння. Активна вночі. Полює біля дна, є бентофагом. Живиться кальмарами, поліхетами, ракоподібними, дрібною костистою рибою.
Статева зрілість настає при розмірах 38—41 см у віці 8—9 років. Під час парування самець спочатку кусає самицю за тіло і плавці. після цього обвиває її тіло, вводить до клоаки птеригоподій зі спермою. Це яйцекладна акула. Самиця відкладає 2 яйця у капсулах темно-бурштинового кольору у світлу смужку. Яйця мають з боків вусики, за допомогою яких чіпляються за водорості або каміння. Період між яйцекладками невеликий (до декількох хвилин). За рік самиця може відкласти до 50 яєць. При цьому самцю не потрібно знову запліднювати самицю — сперма від разового парування може зберігатися у самиці до 2 років, запліднюючи нові яйцеклітини. Інкубаційний період триває 7—12 місяців. Народжені акуленята становлять 10—11 см.
Не є об'єктом промислового вилову. Ловиться переважно для тримання в акваріумах.

## Розповсюдження
Мешкає в Атлантичному океані: від узбережжя штату Північна Кароліна до штату Техас (США), також часто зустрічається біля берегів Мексики, Белізу, Гондурасу, Гватемали, Нікарагуа, Ямайки, о. Барбадос. Біля мису Гаттерас (Північна Кароліна) міститься один з найбільших розплідників цієї акули.